# ラハイナ東海
ラハイナ東海（ラハイナとうかい）は、愛知県名古屋市中区に本社を置く日本のアダルトビデオメーカーの1つ。

## 概要
All AboutのインディーズAVメーカーリンク集では「名古屋が誇るトップメーカーの一つ」「特にダンスものは質量共に強力」と評していた。
2025年4月現在もリリースしている。

## 主なレーベル
- UTAMARO
- VIOLET
- Peeping忍者
- J.MILF
- 東京制服MANIA
- カオス